# Parafia Niepokalanego Poczęcia Najświętszej Maryi Panny w Pokrzydowie
Parafia Niepokalanego Poczęcia Najświętszej Maryi Panny w Pokrzydowie – parafia rzymskokatolicka, znajdująca się w diecezji toruńskiej, w dekanacie Brodnica.